# Tropix (álbum)
Tropix é o quarto álbum de estúdio da cantora e compositora brasileira Céu, foi lançado em 25 de março de 2016. O álbum tem produção de Pupillo (baterista do Nação Zumbi) e do francês Hervé Salters. O primeiro single do álbum "Perfume do Invisível" foi lançado no dia 26 de fevereiro de 2016 juntamente com um videoclipe, dirigido por Esmir Filho. O álbum foi indicado a 17º edição do Grammy Latino nas categorias de Melhor Álbum Pop Contemporâneo em Língua Portuguesa e Melhor Álbum de Engenharia de Gravação e venceu ambas.

## Sobre o álbum

### Título e estética
Em entrevista para a coluna Divirta-se do portal mineiro Uai a cantora contou as influências e sons que estava ouvindo para inspiração do disco, nesta época esteve ouvindo Kraftwerk, Tame Impala e também descobriu a banda de pós-punk paulistana Fellini de Cadão Volpato.
| “ | “Sou da geração nascida em 1980, então, para mim, é natural estar revendo um pouco os 90, 80. Curto fazer as coisas de maneira um pouco lúdica também. As ideias existem, as músicas existem, as letras existem, mas acho que as roupagens, a estética podem ser leves. Eu estava com vontade de flertar com algumas coisas mais sintéticas, mesmo sendo desse jeito: brasileira, tropical, uma maquininha atrás dos trópicos. Enfim, era um desejo de entender os nossos mecanismos e nossas maquinárias, e isso tudo fecha um conceito para mim. Daí o título do disco, Tropix, numa espécie de união da tropicalidade brasileira com o vintage - e digital - pixel", explica a cantora sobre a estética e título do disco. | ” |

## Recepção

### Crítica
| Críticas profissionais | Críticas profissionais |
| Pontuações agregadas   | Pontuações agregadas   |
| Fonte                  | Avaliação              |
| ---------------------- | ---------------------- |
| Metacritic             | 84/100                 |
| Avaliações da crítica  |                        |
| Fonte                  | Avaliação              |
| Notas Musicais         | [ 10 ]                 |
| O Globo                | Bom                    |
| The New York Times     | Bom                    |
| Monkeybuzz             | [ 3 ]                  |
| Miojo Indie            | 8.8/10                 |
| The Guardian           | [ 13 ]                 |
| Rolling Stone Brasil   | [ 14 ]                 |
| Sounds and Colours     | [ 8 ]                  |
| Allmusic               | [ 15 ]                 |

Mauro Ferreira que escreve para o Notas Musicais elogiou Tropix, diz que mostra a artista em contínuo movimento, ele finaliza dizendo que Céu jamais se repetiu, arriscando modificações estruturais a cada disco gravado em estúdio.
Tropix recebeu uma boa crítica do jornal O Globo, Silvio diz que o disco é um daqueles discos (e não são muitos hoje em dia) que fazem você se perguntar como algo tão simples e cristalino pode ser tão aliciante — e sem aparentar que está fazendo a menor força para isso, finalizando fala que o disco mostra uma espécie de reconexão da música popular brasileira com o pop eletrônico estrangeiro.
O disco foi bem recebido pelo jornal nova-iorquino The New York Times, Nate cita que o foco do disco raramente cai em um único pontinho na música, a menos que você conte sua voz, um instrumento de calma sensual e ágil legal, não deixando de elogiar a produção musical de Hervé Salters e Pupillo.
André Felipe de Medeiros elogiou Tropix citando que o álbum traz uma ambientação mais noturna e uma configuração de poucos instrumentos nas músicas, elogiando também a voz de Céu que sempre se mostra em primeiro plano de respeito para seu timbre rouco reverberado combinar com as guitarras distorcidas, batidas e elementos eletrônicos que dão forma ao álbum.
Tropix recebeu uma ótima crítica pelo jornal britânico The Guardian, recebendo uma comparação com a cantora de bossa nova Astrud Gilberto, Denselow citou que o álbum anterior Caravana Sereia Bloom foi misteriosamente breve e excessivamente comercial, mas que Tropix é um retorno a forma.
A revista Rolling Stone Brasil elogiou Tropix e a carreira da cantora paulista Céu, citando que a mesma têm a vocação de evoluir na música como se evolui na vida, vendo que o passado não volta, mas se mantendo fiel a si mesma. Este novo disco que se reconfigura sobre sintetizadores e batidas eletrônicas ora rudimentares, ora dançantes. O primeiro single "Perfume do Invisível" traz a mesma sensualidade da canção "Grains de Beauté" do álbum Vagarosa (2009). Bruna finaliza dizendo que Tropix é um álbum que se transforma em uma trilha cheia de pequenos detalhes a serem descobertos audição após audição.
A revista inglesa Sounds and Colours super elogiou o álbum Tropix, dando quatro estrelas.
Thom Jurek do Allmusic elogiou o som que Céu produz, citando que ela nunca soou como ninguém além dela mesmo, fazendo um som totalmente particular e autoral. Segundo eles Tropix é um ábum radicalmente futurista e deliberadamente retro.

### Premiações
Em 2016, foi vencedor dos Grammy Latino de Melhor Álbum de Pop Contemporâneo Brasileiro e Melhor Engenharia de Gravação. Durante o Prêmio Multishow de Música Brasileira 2016, Tropix foi vitorioso na categoria Melhor Gravação de Disco, enquanto que "Chico Buarque Song" ganhou em Versão do Ano.
A revista Rolling Stone Brasil o elegeu o melhor disco brasileiro de 2016.

## Lista de faixas
| N.º | Título                                                 | Compositor(es)                                                                   | Duração |  |
| 1.  | "Perfume do Invisível"                                 | Céu                                                                              | 5:08    |  |
| 2.  | "Arrastar-te-ei"                                       | Céu                                                                              | 3:38    |  |
| 3.  | "Amor Pixelado"                                        | Céu                                                                              | 4:15    |  |
| 4.  | "Varanda Suspensa"                                     | Céu Hervé Salters                                                                | 4:48    |  |
| 5.  | "Pot-Pourri: Etílica / Interlúdio" (Part. Tulipa Ruiz) | Céu                                                                              | 4:21    |  |
| 6.  | "A Menina e o Monstro"                                 | Céu                                                                              | 3:21    |  |
| 7.  | "Minhas Bics"                                          | Céu                                                                              | 3:17    |  |
| 8.  | "Chico Buarque Song"                                   | Ricardo Salvagni Carlos Adão Volpato Jair Marcos Vieira Thomas Kurt Georg Pappon | 3:30    |  |
| 9.  | "Sangria"                                              | Céu Lira                                                                         | 3:42    |  |
| 10. | "Camadas"                                              | Céu Dinho Almeida                                                                | 4:14    |  |
| 11. | "A Nave Vai"                                           | Jorge dü Peixe                                                                   | 3:47    |  |
| 12. | "Rapsódia Brasilis"                                    | Céu                                                                              | 3:54    |  |

| LP - Lado A |                                                        |                    |         |  |
| N.º         | Título                                                 | Compositor(es)     | Duração |  |
| 1.          | "Perfume do Invisível"                                 | Céu                | 5:08    |  |
| 2.          | "Arrastar-te-ei"                                       | Céu                | 3:38    |  |
| 3.          | "Amor Pixelado"                                        | Céu                | 4:15    |  |
| 4.          | "Minhas Bics"                                          | Céu                | 3:17    |  |
| 5.          | "Pot-Pourri: Etílica / Interlúdio" (Part. Tulipa Ruiz) | Céu / Céu, Salters | 4:21    |  |

| LP - Lado B |                      |                                |         |  |
| N.º         | Título               | Compositor(es)                 | Duração |  |
| 1.          | "Varanda Suspensa"   | Céu Hervé Salters              | 4:48    |  |
| 2.          | "Chico Buarque Song" | Salvagni Volpato Vieira Pappon | 3:30    |  |
| 3.          | "Camadas"            | Céu Dinho Almeida              | 4:14    |  |
| 4.          | "A Nave Vai"         | dü Peixe                       | 3:47    |  |
| 5.          | "Rapsódia Brasilis"  | Céu                            | 3:54    |  |

## Turnê
| Datas                   | Datas                 | Datas            | Datas                             | Datas  |
| Data                    | Cidade                | País             | Local                             |        |
| Europa                  | Europa                | Europa           | Europa                            | Europa |
| ----------------------- | --------------------- | ---------------- | --------------------------------- | ------ |
| 29 de março de 2016     | Cormeilles-en-Parisis | França           | Théâtre du Cormier                |        |
| 31 de março de 2016     | Barcelona             | Espanha          | Jamboree Jazz Club                |        |
| 1 de abril de 2016      | Saint-Raphaël         | França           | Salle Felix Martin                |        |
| 2 de abril de 2016      | Friburgo              | Suíça            | La Spirale                        |        |
| 6 de abril de 2016      | Londres               | Inglaterra       | The Forge                         |        |
| 7 de abril de 2016      | Praga                 | República Tcheca | Palac Akropolis                   |        |
| 8 de abril de 2016      | Paris                 | França           | Magic Mirror                      |        |
| 9 de abril de 2016      | Montpellier           | França           | Salle Victoire 2                  |        |
| América do Sul          |                       |                  |                                   |        |
| 28 de abril de 2016     | São Paulo             | Brasil           | Sesc Pompeia                      |        |
| 29 de abril de 2016     | São Paulo             | Brasil           | Sesc Pompeia                      |        |
| 30 de abril de 2016     | São Paulo             | Brasil           | Sesc Pompeia                      |        |
| 1 de maio de 2016       | São Caetano do Sul    | Brasil           | Sesc São Caetano                  |        |
| 13 de maio de 2016      | Brasília              | Brasil           | Pontão do Lago Sul                |        |
| 14 de maio de 2016      | Rio de Janeiro        | Brasil           | Circo Voador                      |        |
| 22 de maio de 2016      | São Paulo             | Brasil           | Praça Júlio Mesquita              |        |
| 26 de maio de 2016      | Belo Horizonte        | Brasil           | Sesc Palladium                    |        |
| 2 de junho de 2016      | Ribeirão Preto        | Brasil           | Sesc Ribeirão Preto               |        |
| 4 de junho de 2016      | Araraquara            | Brasil           | Sesc Araraquara                   |        |
| América do Norte        |                       |                  |                                   |        |
| 17 de junho de 2016     | São Francisco         | Estados Unidos   | Great American Music Hall         |        |
| 19 de junho de 2016     | Boonville             | Estados Unidos   | Mendocino County Fairgrounds      |        |
| 20 de junho de 2016     | Los Angeles           | Estados Unidos   | Teragram Ballroom                 |        |
| 21 de junho de 2016     | Solana Beach          | Estados Unidos   | Belly Up Tavern                   |        |
| 22 de junho de 2016     | Phoenix               | Estados Unidos   | Musical Instrument Museum         |        |
| 24 de junho de 2016     | Chicago               | Estados Unidos   | City Winery                       |        |
| 25 de junho de 2016     | Minneapolis           | Estados Unidos   | Dakota Jazz Club                  |        |
| 27 de junho de 2016     | Nova Iorque           | Estados Unidos   | Highline Ballroom                 |        |
| 28 de junho de 2016     | Washington, D.C.      | Estados Unidos   | Howard Theatre                    |        |
| 29 de junho de 2016     | Cambridge             | Estados Unidos   | Sinclair Cambridge                |        |
| 30 de junho de 2016     | Montreal              | Canadá           | Club Soda                         |        |
| 1 de julho de 2016      | Toronto               | Canadá           | Lee's Palace                      |        |
| América do Sul          |                       |                  |                                   |        |
| 23 de julho de 2016     | Salvador              | Brasil           | Largo Tereza Batista              |        |
| 5 de agosto de 2016     | São Paulo             | Brasil           | Audio Club                        |        |
| 7 de agosto de 2016     | Quito                 | Equador          | Parque Itchimbia                  |        |
| 15 de agosto de 2016    | Sorocaba              | Brasil           | Sesc Sorocaba                     |        |
| 3 de setembro de 2016   | São Paulo             | Brasil           | Memorial da América Latina        |        |
| 10 de setembro de 2016  | São Paulo             | Brasil           | Sesc Santana                      |        |
| 11 de setembro de 2016  | São Paulo             | Brasil           | Sesc Santana                      |        |
| 23 de setembro de 2016  | São Paulo             | Brasil           | Museu da Imagem e do Som          |        |
| 7 de outubro de 2016    | São Paulo             | Brasil           | Urban Stage                       |        |
| 8 de outubro de 2016    | Porto Alegre          | Brasil           | Bar Opinião                       |        |
| 21 de outubro de 2016   | Rio de Janeiro        | Brasil           | Marina da Glória                  |        |
| 22 de outubro de 2016   | Recife                | Brasil           | Coudelaria Souza Leão             |        |
| 23 de outubro de 2016   | Fortaleza             | Brasil           | Órbita Blue                       |        |
| 10 de novembro de 2016  | Brasília              | Brasil           | NET Live Brasília                 |        |
| 12 de novembro de 2016  | Curitiba              | Brasil           | Ópera de Arame                    |        |
| Europa                  |                       |                  |                                   |        |
| 24 de novembro de 2016  | Aveiro                | Portugal         | Teatro Aveirense                  |        |
| 25 de novembro de 2016  | Lisboa                | Portugal         | Cinema São Jorge                  |        |
| América do Sul          |                       |                  |                                   |        |
| 8 de dezembro de 2016   | São Paulo             | Brasil           | Cine Joia                         |        |
| 10 de dezembro de 2016  | Rio de Janeiro        | Brasil           | Circo Voador                      |        |
| 14 de janeiro de 2017   | Salvador              | Brasil           | Museu du Ritmo                    |        |
| 21 de janeiro de 2017   | São Paulo             | Brasil           | Sesc Pinheiros                    |        |
| 22 de janeiro de 2017   | São Paulo             | Brasil           | Sesc Pinheiros                    |        |
| 29 de janeiro de 2017   | Xangri-Lá             | Brasil           | Praia de Atlântida                |        |
| 9 de fevereiro de 2017  | Rio de Janeiro        | Brasil           | Marina da Glória                  |        |
| 28 de fevereiro de 2017 | Rio Negrinho          | Brasil           | Fazenda Evaristo                  |        |
| 26 de março de 2017     | São Paulo             | Brasil           | Autódromo de Interlagos           |        |
| 12 de maio de 2017      | Goiânia               | Brasil           | Centro Cultural Oscar Niemeyer    |        |
| 13 de maio de 2017      | Curitiba              | Brasil           | Pedreira Paulo Leminski           |        |
| América do Norte        |                       |                  |                                   |        |
| 17 de junho de 2017     | Havana                | Cuba             | Fábrica de Arte Cubano            |        |
| América do Sul          |                       |                  |                                   |        |
| 30 de junho de 2017     | Santo André           | Brasil           | Sesc Santo André                  |        |
| 1 de julho de 2017      | Porto Alegre          | Brasil           | Bar Opinião                       |        |
| Europa                  |                       |                  |                                   |        |
| 19 de julho de 2017     | Cartagena             | Espanha          | Patio de Armas                    |        |
| 21 de julho de 2017     | Lyon                  | França           | Théâtre Antique de Lyon           |        |
| 22 de julho de 2017     | Vence                 | França           | Place du Grand Jardin             |        |
| 23 de julho de 2017     | Amarante              | Portugal         | Parque Ribeirinho                 |        |
| 25 de julho de 2017     | Angers                | França           | Cale de la Savatte                |        |
| 27 de julho de 2017     | Innsbruck             | Áustria          | Treibhaus                         |        |
| 28 de julho de 2017     | Paris                 | França           | New Morning                       |        |
| 29 de julho de 2017     | Annecy                | França           | Château de Clermont               |        |
| 30 de julho de 2017     | Boechout              | Bélgica          | Molenveld                         |        |
| América do Sul          |                       |                  |                                   |        |
| 18 de agosto de 2017    | Rio de Janeiro        | Brasil           | Praça dos Correios                |        |
| 26 de agosto de 2017    | Recife                | Brasil           | Baile Perfumado                   |        |
| 2 de setembro de 2017   | Brasília              | Brasil           | Centro Cultural Banco do Brasil   |        |
| 15 de setembro de 2017  | Rio de Janeiro        | Brasil           | Parque Olímpico                   |        |
| 21 de setembro de 2017  | São Paulo             | Brasil           | Bourbon Street Music Club         |        |
| 30 de setembro de 2017  | Piracicaba            | Brasil           | Sesc Piracicaba                   |        |
| 7 de outubro de 2017    | São Paulo             | Brasil           | Sesc 24 de Maio                   |        |
| 8 de outubro de 2017    | São Paulo             | Brasil           | Sesc 24 de Maio                   |        |
| Europa                  |                       |                  |                                   |        |
| 25 de outubro de 2017   | Berlim                | Alemanha         | YAAM Berlin                       |        |
| 26 de outubro de 2017   | Hamburgo              | Alemanha         | Fabrik Hamburg                    |        |
| 27 de outubro de 2017   | Zurique               | Suíça            | Moods Club                        |        |
| 29 de outubro de 2017   | Berna                 | Suíça            | Turnhalle                         |        |
| 2 de novembro de 2017   | Oslo                  | Noruega          | Cosmopolite Scene                 |        |
| 3 de novembro de 2017   | Estocolmo             | Suécia           | Fasching Jazz Club                |        |
| 4 de novembro de 2017   | Eindhoven             | Holanda          | Muziekgebouw Eindhoven            |        |
| 6 de novembro de 2017   | Porto                 | Portugal         | Casa da Música                    |        |
| 7 de novembro de 2017   | Lisboa                | Portugal         | Teatro Tivoli BBVA                |        |
| América do Sul          |                       |                  |                                   |        |
| 18 de novembro de 2017  | São José dos Campos   | Brasil           | Sesc São José dos Campos          |        |
| 12 de agosto de 2018    | Brasília              | Brasil           | Setor de Divulgação Cultural      |        |
| 25 de agosto de 2018    | São Paulo             | Brasil           | The Week                          |        |
| 3 de novembro de 2018   | Belém                 | Brasil           | Insano Marina Club                |        |
| 9 de novembro de 2018   | São Paulo             | Brasil           | Sesc Pompeia                      |        |
| 10 de novembro de 2018  | São Paulo             | Brasil           | Sesc Pompeia                      |        |
| 17 de novembro de 2018  | São Cristóvão         | Brasil           | Praça São Francisco               |        |
| 24 de novembro de 2018  | Natal                 | Brasil           | Beach Club                        |        |
| 8 de dezembro de 2018   | Rio de Janeiro        | Brasil           | Circo Voador                      |        |
| 15 de dezembro de 2018  | São Paulo             | Brasil           | Memorial da América Latina        |        |
| 1 de fevereiro de 2019  | São Paulo             | Brasil           | Sesc Belenzinho                   |        |
| 2 de fevereiro de 2019  | São Paulo             | Brasil           | Sesc Belenzinho                   |        |
| 16 de fevereiro de 2019 | São Paulo             | Brasil           | Fabriketa                         |        |
| 9 de março de 2019      | João Pessoa           | Brasil           | Espaço Cultural José Lins do Rego |        |
| 20 de março de 2019     | São Paulo             | Brasil           | Z - Largo da Batata               |        |
| 21 de março de 2019     | São Paulo             | Brasil           | Z - Largo da Batata               |        |
| 22 de março de 2019     | São Paulo             | Brasil           | Z - Largo da Batata               |        |
| Europa                  |                       |                  |                                   |        |
| 3 de abril de 2019      | Londres               | Inglaterra       | The Jazz Café                     |        |
| 4 de abril de 2019      | Munique               | Alemanha         | Ampere                            |        |
| 5 de abril de 2019      | Ingolstadt            | Alemanha         | Kulturzentrum Neun                |        |
| 6 de abril de 2019      | Sankt Pölten          | Áustria          | Festspielhaus                     |        |
| 9 de abril de 2019      | Berlim                | Alemanha         | Club Gretchen                     |        |
| 11 de abril de 2019     | Copenhague            | Dinamarca        | Alice Club                        |        |
| 12 de abril de 2019     | Malmö                 | Suécia           | Victoriateatern                   |        |
| 13 de abril de 2019     | Estocolmo             | Suécia           | Fasching Jazz Club                |        |
| América do Sul          |                       |                  |                                   |        |
| 25 de abril de 2019     | Rio de Janeiro        | Brasil           | Circo Voador                      |        |
| 9 de maio de 2019       | São Paulo             | Brasil           | Sesc Avenida Paulista             |        |
| 10 de maio de 2019      | São Paulo             | Brasil           | Sesc Avenida Paulista             |        |
| 15 de maio de 2019      | Florianópolis         | Brasil           | Teatro Ademir Rosa                |        |
| 18 de maio de 2019      | Brumadinho            | Brasil           | Instituto Inhotim                 |        |
| 13 de julho de 2019     | Ouro Preto            | Brasil           | Centro de Artes e Convenções      |        |
| 21 de julho de 2019     | Garanhuns             | Brasil           | Praça Mestre Dominguinhos         |        |
| Europa                  |                       |                  |                                   |        |
| 25 de julho de 2019     | Paris                 | França           | New Morning                       |        |
| 27 de julho de 2019     | Saint-Nazaire         | França           | Île du Petit Maroc                |        |
| América do Sul          |                       |                  |                                   |        |
| 9 de agosto de 2019     | Porto Alegre          | Brasil           | Auditório Araújo Vianna           |        |
| 10 de agosto de 2019    | Campinas              | Brasil           | Espaço Mato Dentro                |        |
| 17 de agosto de 2019    | Santos                | Brasil           | Arcos do Valongo                  |        |

1. ↑  Este show é parte do Festival Chorus La Défense.
2. ↑  Este show é parte do Vivo Open Air.
3. ↑  Este show é parte da Virada Cultural.
4. ↑  Este show é parte do Sierra Nevada World Music Festival.
5. ↑  Este show é parte do Festival Internacional de Jazz de Montreal.
6. ↑  Este show é parte do Festival Verano de las Artes.
7. ↑  Este show é parte do Coala Festival.
8. ↑  Este show é parte do Popload Festival.
9. ↑  Este show é parte do Veste Rio.
10. ↑  Este show é parte do NoAr Coquetel Molotov.
11. ↑  Este show é parte do Festival Sons em Trânsito.
12. ↑  Este show é parte do Vodafone Mexefest.
13. ↑  Este show é parte do NoAr Coquetel Molotov Salvador.
14. 1 2  Estes shows são parte do Pepsi Twist Land.
15. ↑  Este show é parte do Psicodália.
16. ↑  Este show é parte do Lollapalooza.
17. ↑  Este show é parte do Festival Bananada.
18. ↑  Este show é parte do Coolritiba.
19. ↑  Este show é parte do Festival La Mar de Músicas.
20. ↑  Este show é parte do Les Nuits de Fourvière.
21. ↑  Este show é parte do Festival Nuits de Sud.
22. ↑  Este show é parte do MIMO Festival.
23. ↑  Este show é parte do Festival Tempo Rives
24. ↑  Este show é parte do Festival All Stars.
25. ↑  Este show é parte do Sfinks Festival.
26. 1 2  Estes shows são parte do Festival Quanto Mais Tropicália, Melhor.
27. ↑  Este show é parte do Rock in Rio.
28. ↑  Este show é parte do Oslo World Music Festival.
29. ↑  Este show é parte do So What's Next? Festival.
30. 1 2  Estes shows são parte do Misty Fest.
31. ↑  Este show é parte do Festival CoMA.
32. ↑  Este show é parte do Festival Se Rasgum.
33. ↑  Este show é parte do Festival de Artes de São Cristovão.
34. ↑  Este show é parte do Festival Dosol.
35. ↑  Este show é parte do Nômade Festival.
36. ↑  Este show é parte do Festival Pilantragi.
37. ↑  Este show é parte do Floripa Jazz Festival.
38. ↑  Este show é parte do MECA Inhotim.
39. ↑  Este show é parte do Festival de Inverno de Ouro Preto.
40. ↑  Este show é parte do Festival de Inverno de Garanhuns.
41. ↑  Este show é parte do Festival All Stars.
42. ↑  Este show é parte do Festival Les Escales.
43. ↑  Este show é parte do Encontro de Criadores.